# Antonio Díaz Tortajada
Antonio Díaz Tortajada (Castielfabib, 1947) es un sacerdote católico, periodista y escritor natural de Castielfabib, municipio del Rincón, provincia de Valencia,  (Comunidad Valenciana, España).

## Biografía
Ordenado sacerdote en 1973, es miembro del Instituto Secular «Jesús Sacerdote». En 1978 se licencia en periodismo por la Facultad de Ciencias de la Información de la Universidad Complutense, de Madrid. Y por la misma Universidad se diploma en Psicología. 
Fundador de la emisora católica "Radio Luz de Valencia" de la cual ha sido director diez años. Columnista en los diarios «ABC», «Levante-El Mercantil valenciano» y «Las Provincias».
Ha ejercido el ministerio sacerdotal en distintas parroquias de la ciudad de Valencia: Nuestra Señora del Pilar (1973-1980), San Maximiliano María Kolbe (1980-1987) y Nuestra Señora de los Ángeles (1990-2002). Actualmente es párroco de Santa María del Mar, en El Grao.
Entre sus cargos eclesiales destaca el haber sido redactor de la revista «Vida Nueva» (1987-1990); director del programa «La Hermana Radio» de RNE-Valencia (1973-1980), «La familia es noticia» de la SER-Valencia(1980-1986), presentador de «El espejo de la Sociedad» de la COPE (1987-1990); secretario de la delegación diocesana de «Medios de Comunicación Social» (1984-1987) y director de la «Oficina de Prensa» del Arzobispado de Valencia (1978-1984); consiliario nacional del «Movimiento de Mujeres Trabajadoras cristianas» (1986-1990).
Actualmente, es miembro del equipo directivo de la «Editorial Edicep», de Valencia. Premiado en diversos certámenes periodísticos y literarios destacando el premio internacional de poesía «Guillermo Apollinaire» (1970); «El Ciervo» de reportajes (1976), y «Ramón Cunill» de periodismo concedido por la Conferencia Episcopal Española (1984 y 1986).

## Publicaciones
- Nosotros, los enfermos (Málaga, 1968).
- Hablando a los hombres (Barcelona, 1968).
- El hombre de hoy no cree en nada (Niza-Francia, 1970).
- Poemas perdidos (Palencia, 1974). ISBN 84-7205-055-6
- «Apuntes sobre los adolescentes ante la confesión», en Iglesia viva: revista de pensamiento cristiano 50 (1974), pp. 175-180. ISSN 0210-1114
- Verde Yerba (Barcelona, 1976).
- «Visitante temporal: Reportaje», en El ciervo: revista mensual de pensamiento y cultura 281 (1976), pp. 10-11. ISSN 0045-6896
- Antologazo en «Nueva poesía castellana»	(Bilbao, 1979).
- Evangelización, lenguaje y cultura (Madrid, 1983). ISBN 84-285-0947-6
- Elegidos para predicar el Evangelio de Dios: hacia la identidad del Instituto paulino "Jesús Sacerdote" (Madrid, 1984).  ISBN 84-285-0984-0
- Creí y por eso he hablado (Madrid, 1984). ISBN 84-285-0954-9
- Llamados para el testimonio (Valencia, 1988). ISBN  84-7050-169-0
- Me encanta mi heredad (1989). ISBN 84-7050-191-7
- «Martirio, plenitud de un servicio: Hnas. Terciarias Capuchinas», suplemento en revista Vida Nueva (Madrid, ca.1990).
- Juan Pablo II cree en los jóvenes (Valencia, 1990).  ISBN 84-7050-199-2
- Fermento en el mundo (Valencia, 1991). ISBN 84-7050-277-8
- El camino de la Cruz (Valencia, 1991). ISBN 84-7050-249-2
- Novena al Santísimo Cristo del Salvador (Valencia, 1992).
- Arriesgar la palabra (Valencia, 1993). ISBN 84-7050-345-6
- El silencio de Dios: itinerario espiritual (Valencia, 1993). ISBN 84-7050-349-9
- Plegarias (Valencia, 1994). ISBN 84-7050-387-1
- La plegaria del Rosario (Valencia, 1995). ISBN 84-7050-421-5
- Salmos: introducción (Valencia, 1996). ISBN 84-7050-423-1
- Cristo, ¿qué Cristo? (Valencia, 1997). ISBN 84-7050-488-6
- Vivir lo que esperamos (Valencia, 1997). ISBN 84-7050-455-X
- El hombre de la cruz (Valencia, 1997). ISBN 84-7050-466-5
- La cena que enamora (Valencia, 1997). ISBN 84-7050-487-8
- La búsqueda de Dios Padre (Valencia, 1998). ISBN 84-7050-536-X
- La Pepica (1898-1998) (Valencia, 1998).
- Santa María de cada día (Valencia, 1998). ISBN 84-7050-528-9
- José Miralles: un padre, un esposo, un amigo (Valencia, 1999).
- Viacrucis del Hombre Dios (Valencia, 2000). ISBN 84-7050-588-2
- Vía lucis: del sepulcro a la misión (Valencia, 2000). ISBN 84-7050-592-0
- Háblame de Jesús: carta a una niña (Valencia, 2001). ISBN 84-7050-660-9
- El jaquetón. Conversaciones con Juan Burriel (Valencia, 2001).
- Cartas a un cofrade: historia de la hermandad del Santísimo Ecce Homo, 1926-2001 (Valencia, 2001).
- Testamento de Jesús desde la cruz (Valencia, 2002).
- Variaciones sobre el Génesis (Valencia, 2004). ISBN 84-7050-773-7
- La semana santa marinera de Valencia y sus carteles (Valencia, 2009). ISBN 978-84-8484-276-7
- Seguir los pasos de Cristo-Vía Crucis (Valencia, 2011).
- La pasión de Santa Marina, El Monje (Valencia, 2017).
- El evangelio en la calle (Alicante, 2018). ISBN 978-84-17657-40-6
- Plegarias para caminantes (Valencia, 2018). ISBN 978-84-17396-58-9
- Rastreando tu nombre (Madrid, 2018). ISBN 978-84-16480-62-3
- Plegarias desde el vacío interior (Bilbao, 2019). ISBN 978-84-330-3052-8
- Religiosidad popular, atrio de los gentiles (Almería, 2021). ISBN 978-84-1386-138-8
- Las raíces del árbol (Almería, 2022). ISBN 978-84-1114-632-6
- El viejo árbol (Madrid, 2022). ISBN 978-84-19422-40-8
- Sacerdote, místico y poeta (Almería, 2022). ISBN 978-84-1144-155-1
- Arquitectura (Madrid, 2023). ISBN 978-84-19584-38-0
- Un mar sin orillas (Almería, 2023). ISBN 978-84-1144-774-4
- Al final del camino (Almería, 2024). ISBN 978-84-1181-799-8
- Torrebaja. Paisaje y paisanaje (Almería, 2024). ISBN 978-84-1089-194-4